# Fonts baptismaux de Zedelgem
Les fonts baptismaux, qui se trouvent dans l'église Saint-Laurent de Zedelgem (Belgique) en Belgique, datent du XIIe siècle. Ils constituent un des plus beaux exemples de fonts baptismaux de style roman scaldien de Belgique.

## Localisation
Les fonts baptismaux se trouvent dans l'église Saint-Laurent de la commune belge de Zedelgem en Flandre-Occidentale,.

## Historique
Les fonts baptismaux de Zedelgem datent de la deuxième moitié du XIIe siècle.
L'église qui les abrite n'est pas une église romane mais une église de style néo-classique bâtie en 1846, la tour datée du XIVe siècle étant tout ce qui reste de l'église gothique,.

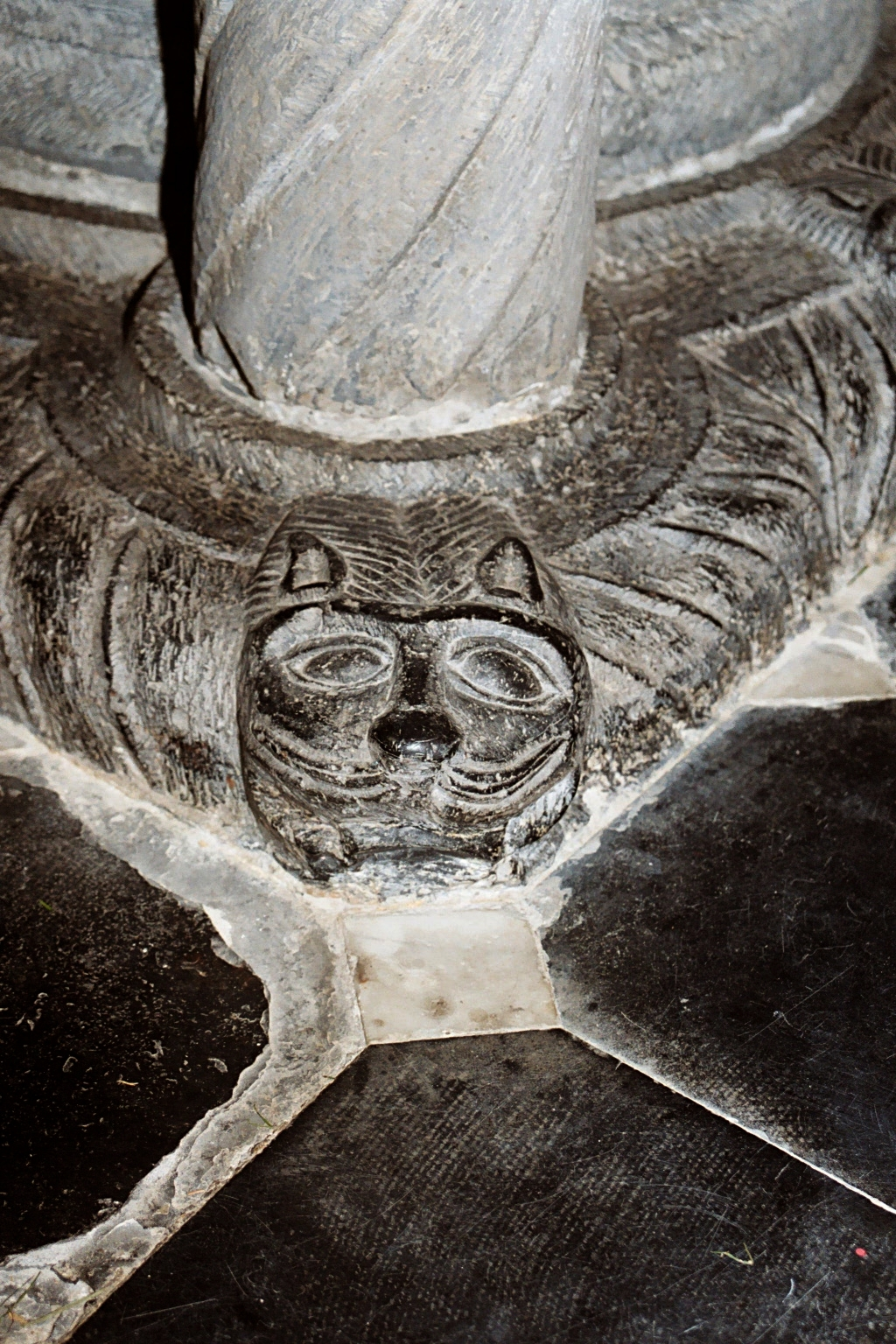
Tête de lion ornant le socle.

## Description
Les fonts sont réalisés en pierre calcaire de Tournai, une pierre d'un bleu-noir profond après polissage qui s'exportait dans tout le Nord-Ouest de l'Europe.
La cuve carrée est portée par un pilier central orné de deux anneaux toriques et par quatre colonnes d'angle torsadées, reposant sur un socle sculpté orné de huit têtes de lion.
Chacune des faces de la cuve baptismale est ornée de scènes sculptées. Trois de ces faces illustrent des miracles attribués à saint Nicolas (saint patron des enfants), évêque de Myre en Asie Mineure au IVe siècle. La quatrième face (côté sud) montre des animaux et des soldats.
L'une des caractéristiques des figures taillées sur les fonts baptismaux de Termonde et de Zedelgem est la dimension exagérée des têtes : la hauteur totale des personnages est à peine de trois fois et demie à quatre fois celle de la tête.

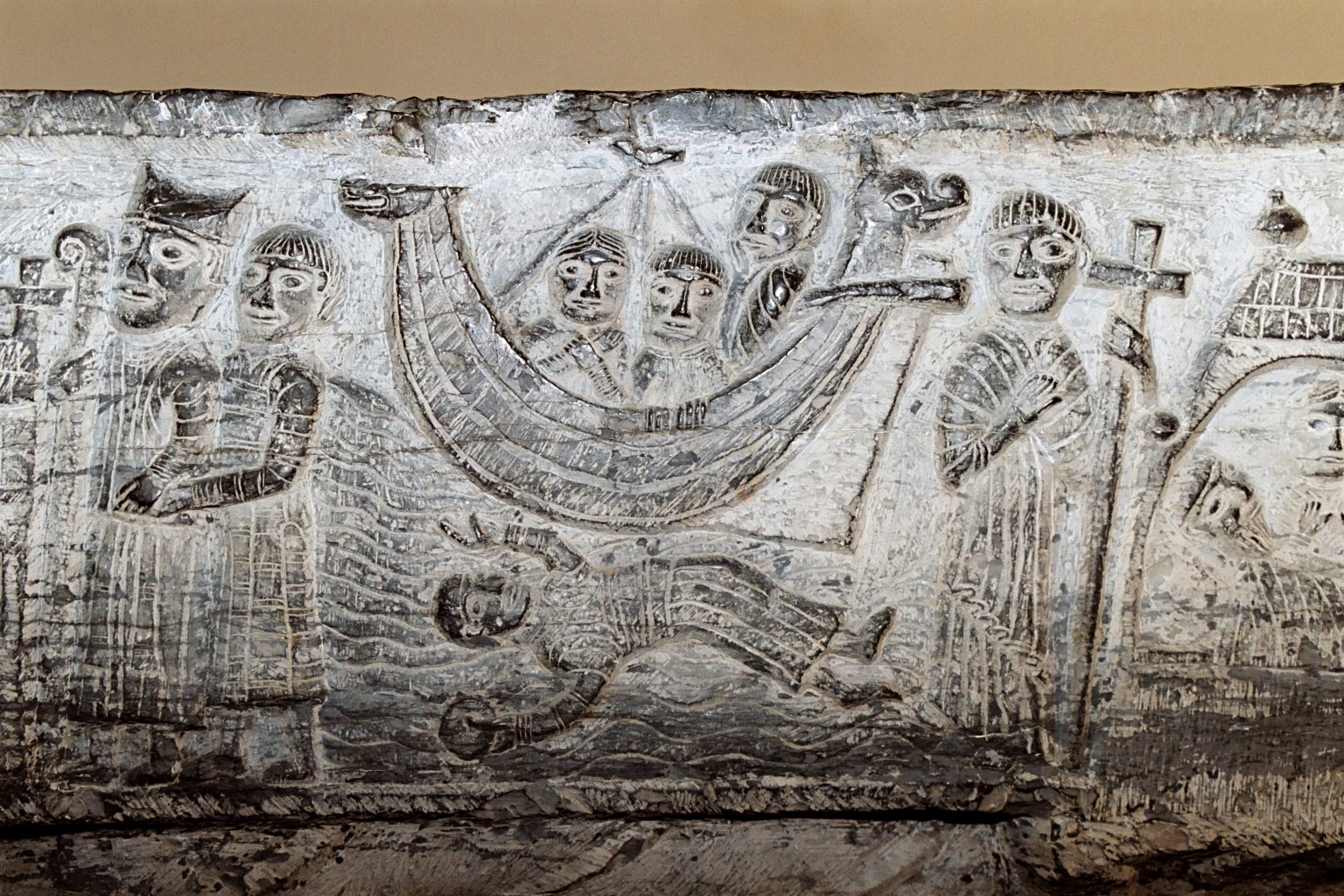
Les miracles de saint Nicolas.